# Дудек, Элисон
Элисон Дудек-Шакли (англ. Alyson Dudek-shaklee, р.30 июля 1990 года в Милуоки, штат Висконсин) — американская шорт-трекистка, бронзовая призёр Олимпийских игр 2010 года в эстафете, участвовала на Олимпийских играх 2014 года, неоднократная призёр чемпионатов мира.

## Ранняя жизнь
Элисон Дудек родилась в 1990 году в деревне Хейлз Корнерс в округе Милуоки, где встала на коньках в 5 лет, Её родители были католиками польского происхождения, а она училась в средней школе Святых Ангелов Божественного Спасителя и проводила время на коньках со своей семьей в Национальном ледовом центре Петтит. Там познакомилась и вступила в клуб конькобежцев West Allis в возрасте 7-ми лет, в котором начала свой путь конькобежца. 
В 1998 году после просмотра Олимпиады в Нагано Алисон поставила перед собой цель выступить на Олимпийских играх. До 15 лет Алисон занималась и в шорт-треке и на длинных дистанциях, но в 2005 году полностью остановилась на коротком треке.

## Спортивная карьера
В 2007 году Алисон переехала в национальный тренировочный центр Солт-Лейк-Сити и школу закончила по онлайн-переписке. Её тренировки в день включали в себя кардио и силовые упражнения, езда на велосипеде, бег и 4 часа катания на коньках. В том же году участвовала на юниорском чемпионате мира заняла 16-е место в общем зачёте, а через год стала 20-й. В 2009 году в январе заняла второе место в общем зачете на чемпионате США по шорт-треку среди юниоров и 10-е место в общем зачете на чемпионате мира по шорт-треку среди юниоров. 
А в марте на командном чемпионате мира в Херенвене помогла команде занять третье место. Ещё через год выиграла бронзу на Олимпийских играх в Ванкувере в эстафете, через месяц на чемпионате мира в Софии взяла бронзу в эстафете вместе с Кэтрин Ройтер, Кимберли Деррик,  Ланой Геринг и Эллисон Бэйвер. Али посещала онлайн-курсы в колледже в течение последних двух лет, но надеялась пройти полный курс обучения в Университете штата Юта, который находится в 30 минутах езды от учебного центра. 
В 2011 году вновь выиграла бронзу на командном чемпионате мира в Варшаве, а в октябре стала серебряной медалисткой на Кубке Америки в общем зачёте. В конце октября выиграла первую бронзу на 1000 м на этапе Кубка мира в Солт-Лейк-Сити. Потом была операция на плечо, которое вывихнула в том году, восемь недель реабилитации в больнице Фродтерт в Вауватосе штат Висконсин.
В январе 2012 года Алисон выиграла серебро на чемпионате США и отобралась на чемпионат мира в Шанхае. где заняла 26-е место в многоборье, в 2013 году в Дебрецене заняла общее 15 место, а потом стала второй на чемпионате СШа на отдельных дистанциях. В декабре 2013 года в её родной деревне Хейлз Корнерс был открыт Международный ледовый центр Элисон Дудек в честь её бронзы Олимпиады 2010 года. 
В 2014 году на Олимпийских играх в Сочи на 500 м была дисквалифицирована в первом круге, а на 1500 м заняла 24-е место, там же в Сочи познакомилась со  Стивеном Лэнгтоном, бобслеистом сборной США и её парнем. Следом выступила на чемпионате мира в Монреале в эстафете и заняла там 7-е место. 
После чемпионата мира, через месяц после игр она повесила коньки и устроилась на несколько работ. в том числе в туристическую компанию, от которой ездила в Восточную Европу и на Карибские острова. В то время она активно занималась велоспортом, йогой, пилатесом, силовыми упражнениями и интенсивными интервальными тренировками. Дудек продолжала тренировки в Милуоки, часто тренируясь со своей бывшей одноклубницей Кэтрин Ройтер. 
В 2017 году она вернулась в шорт-трек. “Я иду на эту Олимпиаду с совершенно другим мышлением и перспективой, и это свежо. Это захватывающе”, - сказала 26-летняя Дудек, которая тренируется для участия в Олимпийской сборной США 2018 года. “Мне это доставляет удовольствие. Я делаю это для себя, но также я действительно хочу вернуться к своим товарищам по команде и действительно увидеть, как команда США вернется на подиум и окажет там влияние”.
В дополнение к своим достижениям на льду, Дудек была восьмилетним ветераном софтбола с быстрым шагом-входила в команду "Все звезды"
Дудек любит ходить в кино и быть со своей семьей.